# Yacine Benalia
Yacine Benalia var en algerisk-britisk terrorist der i 2004 var med under terrorangrebet mod en skole i Beslan – en by i Nordossetien i det sydlige Rusland – hvor 334 civile blev dræbt, herunder 186 børn. Yacine Benalia blev selv dræbt af russiske sikkerhedsstyrker under den afsluttende storm på skolen.
Yacine Benalia var i kommet til Nordossetien fra London over Tjetjenien – han var først kommet til Tjetjenien i 2001. Han var en af to algeriske terrorister der deltog i angrebet, den anden var Osman Larussi. En tredje algerier, Kamel Rabat Bouralha, havde være involveret i planlægningen af angrebet. Alle tre havde været flittige brugere af den islamiske moske i Finsbury Park.